# Parchi e giardini di Milano

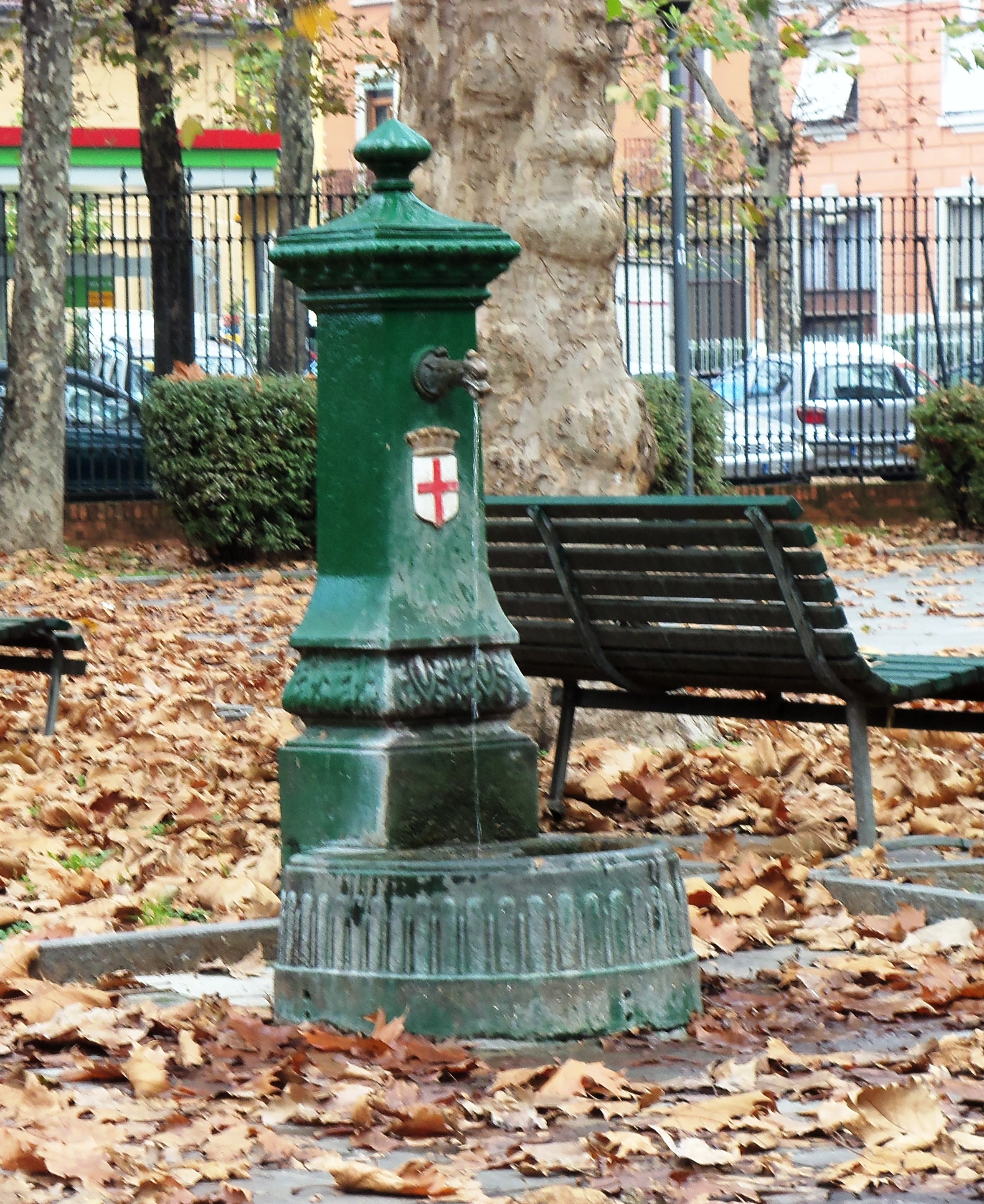
Le fontanelle in ghisa installate a Milano. Soprannominate draghi verdi per la forma del rubinetto o vedovelle per l'inesauribile rivolo che ne sgorga, sono immutate sin dalla loro prima installazione, che avvenne in piazza della Scala nel 1931. Su di esse è raffigurato lo stemma di Milano

Segue la lista dei parchi e dei giardini di Milano impostata in base all'appartenenza delle aree verdi ai nove municipi in cui è suddivisa la città. 
La vigilanza e la sicurezza dei parchi cittadini di Milano è affidata anche alle Guardie ecologiche volontarie.

## Elenco dei parchi e dei giardini di Milano

### Municipio 1
| Immagine | Parco                                     | Superficie (m²) | Note  |
| -------- | ----------------------------------------- | --------------- | ----- |
|          | Parco Sempione                            | 386 000         | [ 4 ] |
|          | Giardini pubblici Indro Montanelli        | 172 000         | [ 5 ] |
|          | Parco Papa Giovanni Paolo II              | 40 726          | [ 6 ] |
|          | Giardino della Villa Belgiojoso Bonaparte | 19 000          | [ 7 ] |
|          | Giardino Perego                           | 4 183           | [ 8 ] |
|          | Giardini della Guastalla                  | 12 000          | [ 9 ] |

### Municipio 2
| Immagine | Parco                     | Superficie (m²) | Note   |
| -------- | ------------------------- | --------------- | ------ |
|          | Parco Trotter             | 99 790          | [ 10 ] |
|          | Parco di Villa Finzi      | 51 338          | [ 11 ] |
|          | Giardino Cassina de' Pomm | 10 600          | [ 12 ] |
|          | Parco della Martesana     | 121 000         | [ 13 ] |
|          | Giardino Gregor Mendel    | 16 800          | [ 14 ] |
|          | Giardino Aldo Protti      | 6 800           | [ 15 ] |

### Municipio 3
| Immagine                | Parco                      | Superficie (m²) | Note   |
| ----------------------- | -------------------------- | --------------- | ------ |
|                         | Parco Lambro               | 773 000         | [ 16 ] |
|                         | Parco della Lambretta      | 110 000         | [ 17 ] |
|                         | Giardino Marisa Bellisario | 10 900          | [ 18 ] |
| Giardino Sergio Marelli | Giardino Sergio Ramelli    | 8 300           | [ 19 ] |

### Municipio 4
| Immagine | Parco                     | Superficie (m²) | Note   |
| -------- | ------------------------- | --------------- | ------ |
|          | Parco Forlanini           | 1 627 724       | [ 20 ] |
|          | Parco Monluè              | 106 557         | [ 21 ] |
|          | Parco Vittorio Formentano | 72 320          | [ 22 ] |
|          | Parco Emilio Alessandrini | 172 000         | [ 23 ] |
|          | Parco Gino Cassinis       | 102 318         | [ 24 ] |
|          | Parco Guido Galli         | 43 700          | [ 25 ] |
|          | Giardino Roberto Bazlen   | 6 200           | [ 26 ] |
|          | Giardino Oreste del Buono | 12 500          | [ 27 ] |
|          | Giardino Oriana Fallaci   | 5 800           | [ 28 ] |
|          | Giardino Piazzale Bologna | 16 300          | [ 29 ] |

### Municipio 5
| Immagine | Parco                                                                               | Superficie (m²) | Note          |
| -------- | ----------------------------------------------------------------------------------- | --------------- | ------------- |
|          | Parco Alessandrina Ravizza                                                          | 37 768          | [ 30 ]        |
|          | Parco agricolo del Ticinello                                                        | 880 000         | [ 31 ]        |
|          | Parco delle memorie industriali                                                     | 160 000         | [ 32 ] [ 33 ] |
|          | Parco della Resistenza                                                              | 42 660          | [ 34 ]        |
|          | Giardino delle vie Aicardo, Boeri, Giovanni da Cermenate e piazza Caduti del Lavoro | 29 900          | [ 35 ]        |
|          | Parco della Vettabbia                                                               | N/A             | [ 37 ]        |

### Municipio 6
| Immagine | Parco                       | Superficie (m²) | Note   |
| -------- | --------------------------- | --------------- | ------ |
|          | Parco Don Giussani          | 43 100          | [ 38 ] |
|          | Giardino Alberto Moravia    | 56 832          | [ 39 ] |
|          | Parco dei Fontanili         | 465 000         | [ 41 ] |
|          | Parco La Spezia             | 53 600          | [ 42 ] |
|          | Parco Andrea Campagna       | 97 309          | [ 43 ] |
|          | Giardino Gonin Giordani     | 70 000          | [ 44 ] |
|          | Parco Robert Baden-Powell   | 35 600          | [ 45 ] |
|          | Parco delle Crocerossine    | 60 000          | [ 46 ] |
|          | Giardino Bazzega e Padovani | 5 830           | [ 47 ] |
|          | Giardino Vincenzo Muccioli  | 9 000           | [ 48 ] |
|          | Giardino Ambrogio Fogar     | 2 306           | [ 49 ] |

### Municipio 7
| Immagine | Parco                                             | Superficie (m²) | Note   |
| -------- | ------------------------------------------------- | --------------- | ------ |
|          | Parco delle Cave                                  | 1 350 000       | [ 50 ] |
|          | Boscoincittà                                      | 1 100 000       | [ 51 ] |
|          | Parco in memoria delle Vittime Italiane nei Gulag | 76 788          | [ 52 ] |
|          | Parco Antonio Annarumma                           | 55 000          | [ 53 ] |
|          | Parco di Baggio                                   | 37 768          | [ 54 ] |
|          | Giardino AIDO                                     | 55 900          | [ 55 ] |
|          | Parco del Fanciullo                               | 36 200          | [ 56 ] |
|          | Giardino Luigi Marangoni                          | 10 506          | [ 57 ] |

### Municipio 8
| Immagine | Parco                                             | Superficie (m²) | Note   |  |
| -------- | ------------------------------------------------- | --------------- | ------ |  |
|          | Parco Aldo Aniasi                                 | 590 547         | [ 58 ] |  |
|          | Parco Monte Stella                                | 311 160         | [ 59 ] |  |
|          | Parco Guido Vergani e Giardino Valentino Bompiani | 87 834          | [ 60 ] |  |
|          | Parco Giovanni Testori                            | 62 000          | [ 61 ] |  |
|          | Parco di Villa Scheibler                          | 148 000         | [ 62 ] |  |
|          | Parco Industria Alfa Romeo - Portello             | 65 000          | [ 63 ] |  |
|          | Giardino Carmelo Bene                             | 10 800          | [ 64 ] |  |
|          | Giardino Antonio Cederna                          | 7 800           | [ 65 ] |  |
|          | Giardino Firenze                                  | 9 600           | [ 66 ] |  |
|          | Giardino dei Giusti di tutto il mondo             | N/A             |        |  |
|          | Parco di Cascina Merlata                          | 250 000         |        |  |
|          | Parco Franco Verga                                | 200 000         | [ 69 ] |  |
|          | Giardino Harvey Milk                              | N/A             | [ 70 ] |  |

### Municipio 9
| Immagine                                                    | Parco                                | Superficie (m²) | Note   |
| ----------------------------------------------------------- | ------------------------------------ | --------------- | ------ |
| Veduta invernale del Parco Nord Milano nei pressi di Bresso | Parco Nord Milano                    | 3 200 000       | [ 71 ] |
|                                                             | Bosco di Bruzzano                    | 120 700         | [ 72 ] |
|                                                             | Parco Nicolò Savarino                | 31 590          | [ 73 ] |
|                                                             | Parco di Villa Litta                 | 76 400          | [ 74 ] |
|                                                             | Collina dei Ciliegi                  | 30 000          | [ 75 ] |
|                                                             | Parco Biblioteca degli Alberi        | 90 000          | [ 76 ] |
|                                                             | Giardino Gina Galeotti Bianchi       | 3 800           | [ 77 ] |
|                                                             | Giardino Bruno Munari                | 9 100           | [ 78 ] |
|                                                             | Giardino Wanda Osiris                | 22 100          | [ 79 ] |
|                                                             | Giardino di via Giacomo della Porta  | 4 400           | [ 80 ] |
|                                                             | Giardino di via Porro e viale Jenner | 1 500           | [ 81 ] |
|                                                             | Giardino della Fondazione Catella    | 4 000           | [ 82 ] |